# Jang Ťien-li
Jang Ťien-li (čínsky 楊建利, pchin-jin Yáng Jiànlì, * 15. září 1963, Šan-tung) je čínský disident a lidskoprávní aktivista žijící v USA. 

## Životopis

### Mládí a studia
Jang Ťien-li se narodil v severočínské provincii Šan-tung. Studoval na pekingské univerzitě, kterou absolvoval ve věku 19 let. Později opustil Čínu a začal studovat matematiku na univerzitě v Berkeley. V roce 1989 se rozhodl podpořit studentské demonstrace na náměstí nebeského klidu (resp. byl zvolen svými čínskými spolužáky jako velvyslanec). Dostal se tam včas, aby viděl masakr studentů ozbrojenými složkami. Tato událost jím hluboce otřásla. Jen těsně utekl zatčení a vrátil se do Spojených států amerických. V Americe vystudoval politickou ekonomii na Harwardské univerzitě. Kvůli svému aktivismu byl zařazen na blacklist Čínské lidové republiky.

### Zatčení a mezinárodní reakce
Jang se vrátil do Číny v dubnu 2002 díky pasu svého přítele. Chtěl vidět nepokoje pracujících v severovýchodní Číně a pomoci jim vyřešit jejich problém bez násilí. Byl zadržen, když chtěl nastoupit na domácí let. Číňané jej drželi v izolaci s jeho vlastními i mezinárodními právy a jeho manželce, dětem a širší rodině byl odepřen přístup k němu.
Dne 28. května 2003 pracovní skupina OSN pro neoprávněné zadržování rozhodla, že čínská vláda zadržuje Jang Ťien-liho v rozporu s mezinárodním právem. Téměř o měsíc později, 25. června 2003 vyzvala Sněmovna reprezentantů USA i Senát USA k okamžitému propuštění Jang Ťien-liho. Dne 4. srpna 2003 Spojené státy americké vyzvaly Čínskou lidovou republiku k okamžitému propuštění Jang Ťien-liho.

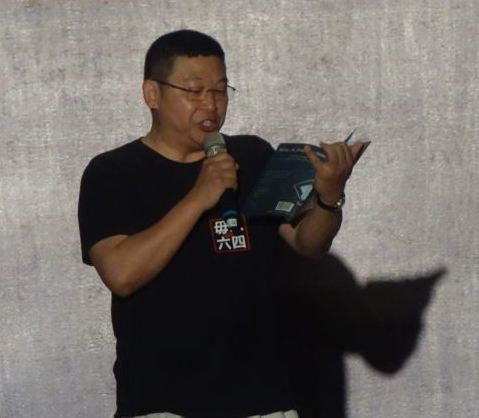
Jang Ťien-li přednáší na Tchaj Wanu v roce 2014

Dne 13. května 2004 Čínská lidová republika vyhlásila rozsudek o vině a Janga odsoudila za špionáž a nelegální vstup na pět let vězení. Dne 6. října 2004 napsalo 21 senátorů USA a 85 členů Sněmovny reprezentantů USA na žádost čínskému prezidentovi Chu Ťin-tchaovi s prosbou o udělení podmínečného propuštění Janga. 15. června 2005 poslala skupina 40 amerických senátorů (Barbara Mikulski, Hillary Clintonová, John McCain, Ted Kennedy, Bob Dole a další...) dopis prezidentovi Chu Ťin-tchaovi, aby se zasadil o propuštění Janga.

### Propuštění a návrat do USA
Dne 3. září 2006 byl Jang Ťien-li propuštěn pod podmínkou, že neprodleně opustí Čínu. On se však vrátil do svého rodného města, aby navštívil otcovu hrobku a v důsledku toho byl na letišti zadržen a vrácen zpět do vězení.
Dne 27. dubna 2007 byl Jang propuštěn z čínského vězení, ale nebylo mu dovoleno opustit Čínu. Až později, 19. srpna, mu bylo umožněno vrátit se do Spojených států. Založil Nadaci pro Čínu 21. století (Foundation for China in the 21st Century), zaměřující se na pozvolný a mírový přechod k čínské demokracii. Podepsal Chartu 08.
Účastní se lidskoprávních aktivistických akcí. V roce 2016 uspořádal mezináboženskou konferenci čínských etnických a náboženských menšin v indické Dharamsale. Na konferenci se sešli zástupci Ujgurů, Mongolů, křesťanů, Fa-lun kungu; a obyvatelé Tchaj-wanu, Hongkongu a Macaa. V březnu 2018 byl pozván na setkání advokátní skupiny OSN v radě OSN pro lidská práva, avšak čínský diplomat Chen Cheng opakovaně jeho projev narušoval.